# Luis Uruñuela Fernández
Luis Uruñuela Fernández (Sevilla, 1937) és un antic polític andalús del Partit Andalusista (PA).
Va ser escollit per al Congrés dels Diputats el 1979, servint per només dos mesos abans de deixar de ser el primer alcalde elegit democràticament de Sevilla.
Uruñuela va ser un impulsor del metro de Sevilla, que va veure moltes obres durant el seu mandat. A partir de 1983, el seu successor Manuel del Valle i el president de la Junta d'Andalusia José Rodríguez de la Borbolla, tots dos del Partit Socialista Obrer Espanyol (PSOE), van frenar el projecte.
El maig de 2009, Uruñuela, Del Valle i Soledad Becerril van rebre la medalla de Sevilla per ser els tres primers alcaldes democràtics de la ciutat. Va utilitzar el seu discurs per reiterar el seu suport a l'ampliació del Metro al Casc Antic.
Va tenir quatre filles i un fill. La seva primera filla, María José, va morir sobtadament als 46 anys el gener de 2012.